# Кэйко (переносной зенитный ракетный комплекс)

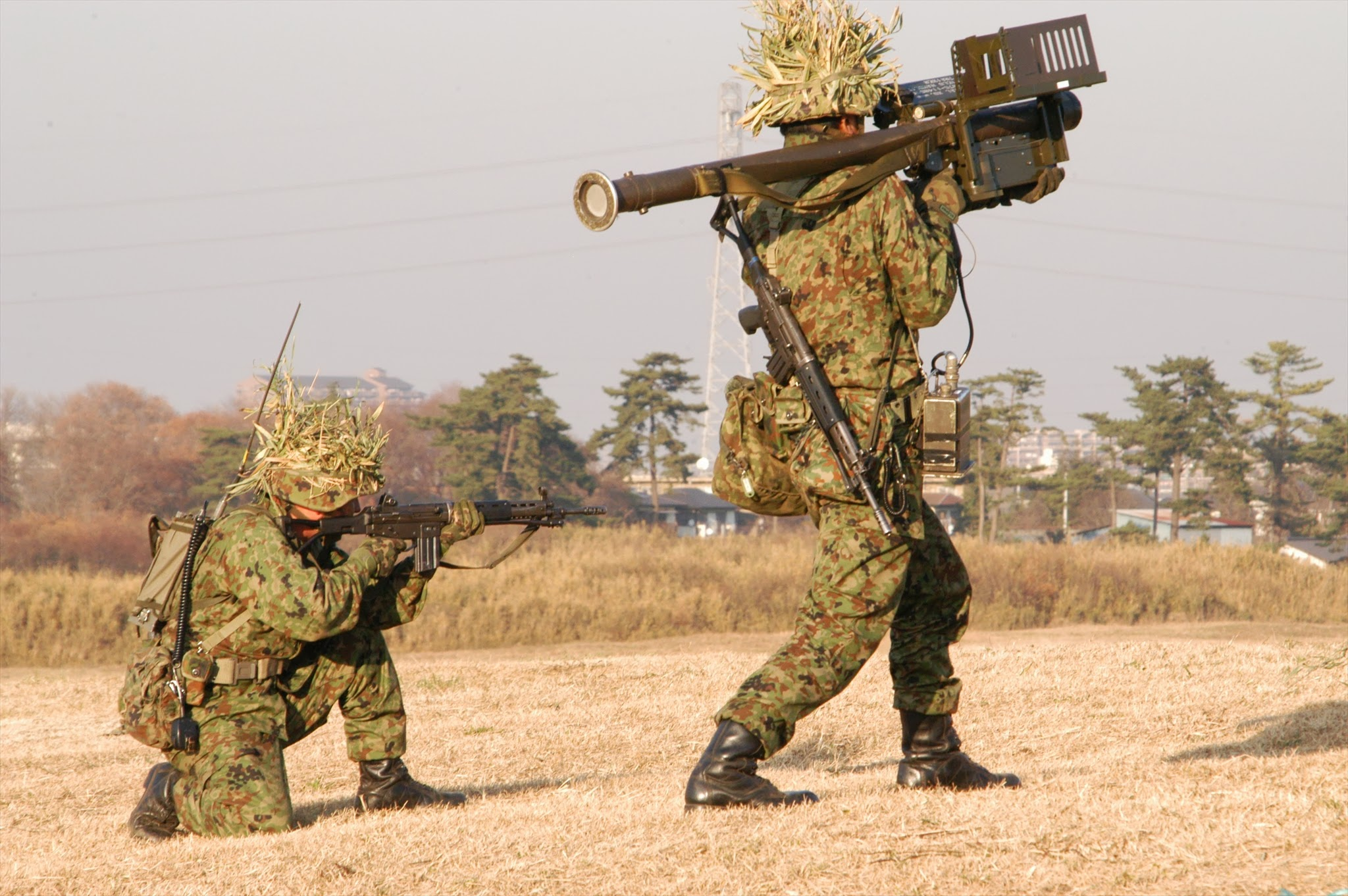
Стрелок-зенитчик на открытой огневой позиции изготовился к стрельбе под прикрытием автоматчика

«Кэйко» (яп. жен. имя, букв. «счастливица», войсковой индекс — Тип 91, яп. 91式携帯地対空誘導弾) — японский переносной зенитный ракетный комплекс от корпорации «Тосиба» для поражения низколетящих воздушных целей зенитными управляемыми ракетами с инфракрасной головкой самонаведения.

## История
В 1979 году, до поступления на вооружение Сил самообороны Японии первых «Стингеров» по программе иностранных военных поставок из США (когда вопрос о поставках американских комплексов ещё не был решён окончательно), японское военно-политическое руководство решило обзавестись собственными средствами противовоздушной обороны, чтобы не зависеть от поставок из-за рубежа. В том же году начались научно-исследовательские работы по тематике инфракрасных головок самонаведения, два крупных национальных производителя оптико-электронных приборов, «Кавасаки» и «Тосиба» направили свои аванпроекты на рассмотрение высшего руководства. В итоге победил проект последней под названием «Кэйко», однако по политическим причинам и в связи с началом поставок американских ПЗРК дальнейшие работы были прекращены и проект был отложен на неопределённый срок. В 1988 году опытно-конструкторские работы были возобновлены, а разработка комплекса была завершена в 1990 году, предсерийное производство началось в 1991 году, в связи с чем комплекс получил официальный войсковой индекс «Тип 91».

## Тактико-технические характеристики
- Аэродинамическая компоновочная схема — «утка» с прямоугольным оперением
- Количество ступеней — двухступенчатая
- Тип выбрасывающего двигателя — твердотопливный, мгновенного выгорания
- Тип маршевого двигателя — твердотопливный с прогрессивным горением
- Длина ракеты — 1430 мм
- Диаметр ракеты — 80 мм
- Размах оперения — 90 мм
- Полная боевая масса комплекса — 17 кг
- Масса ракеты — 9 кг
- Масса пусковой трубы — 2,5 кг
- Масса пускового механизма с антенной радиолокационного запросчика — 5,5 кг
- Маршевая скорость полёта ракеты — 650 м/сек (M1,9)
- Досягаемость по дальности (наклонной) — 5 км

## Модификации

### Самоходный
Самоходный зенитный ракетный комплекс Тип 93 для размещения на машинах повышенной проходимости.

### Авиационный
Комплекс управляемого вооружения вертолёта с авиационной ракетой типа 91, предназначенный для оснащения разведывательных вертолётов.